# Eutrichophora punensis
Eutrichophora punensis là một loài ruồi trong họ Tachinidae.